# الكتابة السندية

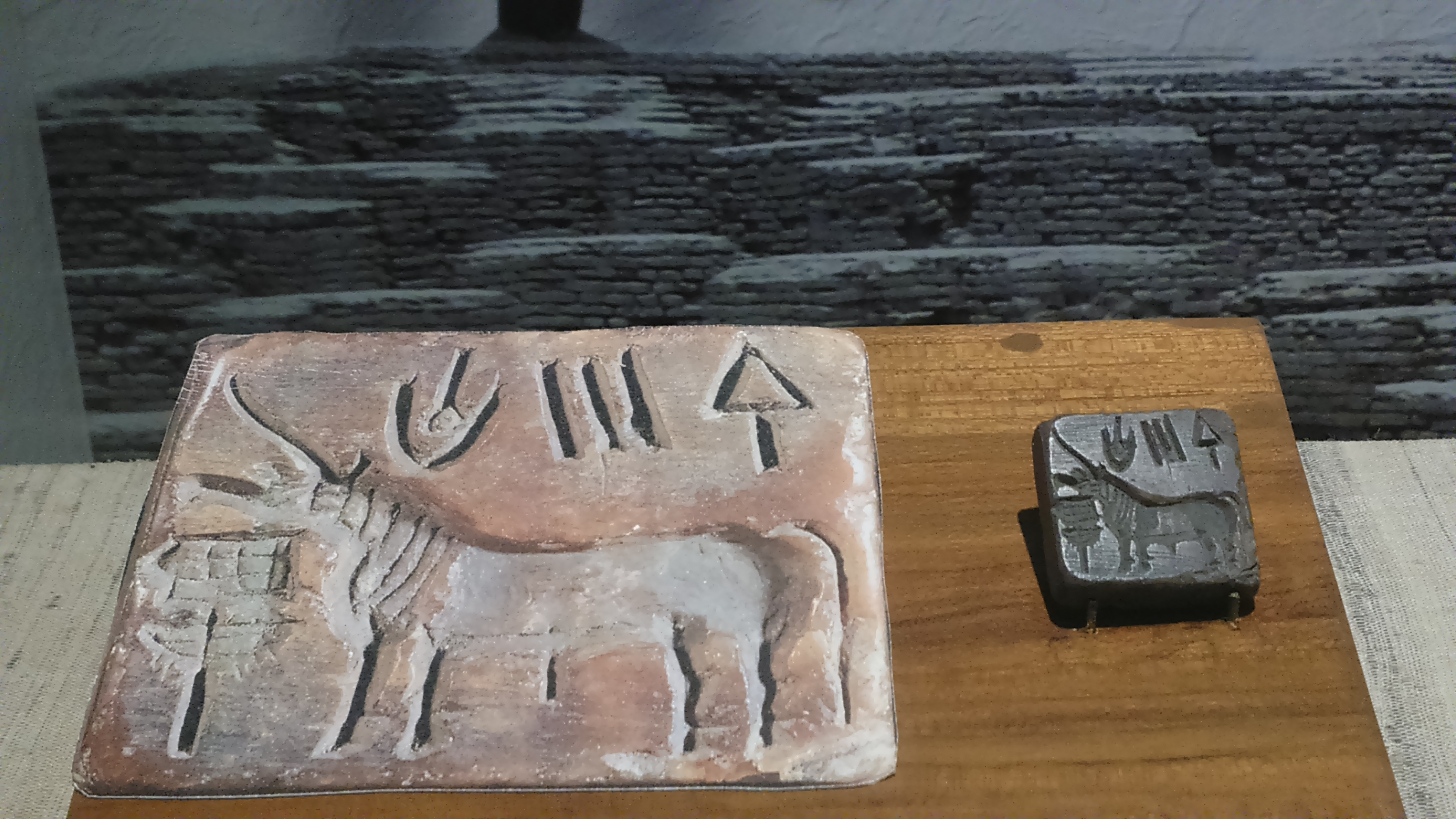
حجر يعود للحضارة السندية نقش عليه الكائن أحادي القرن الأسطوري، يوجد هذا الحجر الآن في المتحف الهندي.

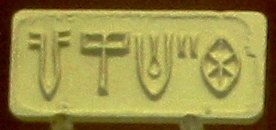
حجر منقوش عليه 5 أحرف من الكتابة السندية.

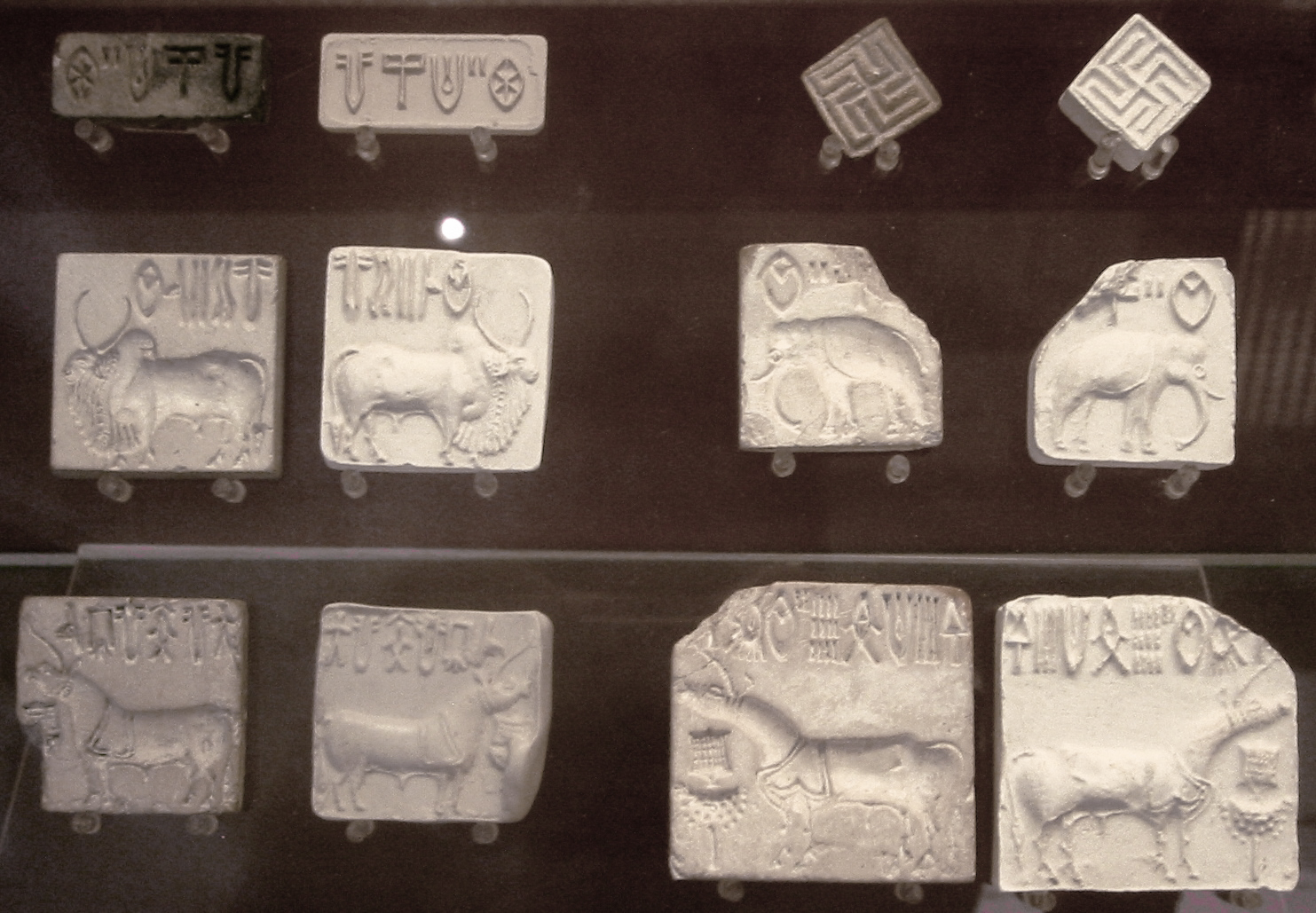
مجموعة من الحجارة المحتوية على الرموز السندية.

الكتابة السِّنْديَّة (بالإنجليزية: Indus script) هي مجموعة من الرموز التي أنتجتها حضارة وادي السند، خلال فترة كوت ديجي (Kot Diji) وفترة الحضارة السندية مكتملة المعالم بين عامي 3500 و 1900 قبل الميلاد. معظم النقوش التي تحتوي هذه الرموز تعتبر نقوشًا في غاية القِصَر، مما يجعل المهمة صعبةً في تحديد هل تشكل هذه الرموز نصًّا استخدِم لتسجيل لغة ما، أو حتى نظام كتابة معين. وبالرغم من المحاولات العديدة، فإنه لم يتم فكّ تشفير هذه الكتابة وفهم معانيها، ولكن الجهود لازالت مستمرة في سبيل ذلك. كما أنه لا توجد نقوش معروفة مكتوبة بلغتين تساعد في فك تشفير الكتابة، بالإضافة إلى أن النص لا يظهر تغييرًا كبيرًا على مرّ الزمان. وعلى أية حال، فإن بعض العبارات (إن صحّت تسميتها بالعبارات) تتغير اعتمادًا على الموقع الجغرافي.
و كان أول نشْر لفقمة تحمل رموزًا سندية عام 1875، ذلك في رسمة لأليكساندر كانينغهام (Alexander Cunningham). بعد ذلك تم الكشف عمّا يوفق ال4000 قطعة منقوشة، بعضها يصل إلى وقت حضارة بلاد الرافدين وبعضها أقدم من ذلك. وفي بداية السبعينيات نشر إيرفاذام ماهاديفان (Iravatham Mahadevan) مجموعة من النقوش السندية التي احتوت 3700 حجرًا منقوشًا و 417 علامةً مختلفة في أنماط خاصة، كما وجد أن المنقوشات متوسطة الطول تحتوي خمسة رموز، كما اكتشف أن أطول نقش احتوى 14 رمزًا مصفوفًا في سطر واحد. كما قرَّر أن اتجاه القراءة يبدأ من اليمين إلى اليسار.
قام علماء مثل جي آر هانتر (G.R. Hunter)، وإس آر راو (S. R. Rao)، وجون نيوبيري (John Newberry)، وسوهاج كاك  بطرح فكرة وجود صلة بين نظام الكتابة السندي والكتابة البراهمية، ولكن آخرين مثل أليكساندر كانينغهام، وكامل زفيليبيل (Kamil Zvelebil)، وآسكو باربولا (Asko Parpola) اعتقدوا أن لها صلة مع اللغة الدرافيدية. وقام فرانك رايموند ألتشين (Frank Raymond Allchin FBA) لسبب ما بدعم حذر لاحتمالية أنه بالرغم من أن العديد من الأشخاص الذين يدعمون نظرية أن الكتابة البراهمية تأثرت بالأبجدية الآرامية ولكنهم يعتبرون أيضًا أنها تأثرت بالكتابة السندية. وهناك احتمال آخر لاستمرار التراث السندي من خلال الرموز المخطوطة على الجدران المغليثية (نوع صخور) في جنوب ووسط الهند وسريلانكا، تلك الرموز غالبًا لا تشكل نصًّا لغويًّا ولكنه يتقاطع مع بعض الرموز السندية.

## مجموعة الرموز
توجد الأمثلة القديمة على نظام الترميز السندي في الرموز الموروثة من الشعوب السندية الأولى ومن حضارة وادي السند، ويعود عمرها إلى القرن ال35 قبل الميلاد. أما فترة الحضارة السندية مكتملة المعالم، من 2600 إلى 1900 قبل الميلاد، فإن الرموز غالبًا ما كانت توجد منقوشة على حجارة مسطحة ومستطيلة تسمى حجارة النقش (stamp seals)، كما وجدت الرموز على عناصر أخرى عالأدوات، والألواح، والجواهر، والفخار. وقد كتبت الرموز بعدة طرق كالحفر والنحت والرسم والزخرفة، وكان ذلك على عناصر مصنوعة من عدة مواد، كالحجر الأملس، والعظام، والصَّدَف، والطين النضيج، والحجر الرملي، والنحاس، والفضة، والذهب. وكانت صور بعض الحيوانات كالثيران، والفيلة، والكركدنيات، وجواميس الماء، وأحادي القرن الأسطوري، تظهر غالبًا على حجارة النقش مصاحبة للنص المكتوب لتساعد الذين لا يعرفون القراءة أن يعرفوا أصل ذلك النقش.

### الحضارة السندية المتأخرة
بعد عام 1900 قبل الميلاد، انتهى الاستخدام النظامي للرموز، ذلك بعد آخر مرحلة من الحضارة السندية مكتملة العوالم (Mature Harappan civilization). وزُعِم أن الرموز السندية استمرت في الظهور حتى عام 1100 قبل الميلاد عند بداية العصر الحديدي في الهند. وأظهرت الاستكشافات على الشاطيء قرب بيت دواركا (Bet Dwarka) في كجرات وجود حجارة نقش سندية تابعة للحضارة المتأخرة تحتوي على رسم لحيوان ثلاثي الرؤوس، كما كشف عن وعاء أرضي منقوش عليه ما أدعي أنها الكتابة السندية في الحضارة المتأخرة، بالإضافة إلى إيجاد كمية كبيرة من أوعية الطعام. ويعود تاريخ التألق الحراري الخاص بالأوعية إلى عام 1528 قبل الميلاد، الشيء الذي استُخْدِم للتدليل على أن الحضارة السندية المتأخرة بقيت إلى نحو عام 1500 قبل الميلاد.

## الميزات

نقش لعشر رموز وجد في دولافيرا(Dholavira) غرب الهند.

رُسِمَت الرموز بخط كبير ولكنها تحوي العديد من العلامات المجردة. ويُعْتَقَد بأن النقوش كُتِبَت غالبًا من اليمين إلى اليسار (ذلك بسبب وجود عدة مشاهدات للرموز وهي تنضغط في الجهة اليسرى، ذلك كما لو أن الكتابة لم يتبقى لديه مساحة إلى نهاية السطر)، ولكن الكتابة تتبع أسلوب ثنائي الاتجاه في بعض الأحيان. ووجد إلى الآن 400 رمز رئيسي، باعتبار أن ذلك رقم كبير حتى يستطيع الإنسان استذكار رسم كل رمز، بالتالي افترضت الكتابة بشكل عام أنها تستخدم الحروف للدلالة على الحالة الصرفية الخاص بالجملة.

## مسألة فك التشفير
هناك فرضية معارِضة قدمها مايكل ويتزِل (Michael Witzel) وستيف فارمر، تقول الفرضية أن هذه الرموز لست رموزًا لغوية أساسًا، غهي ترمز للعائلات، والقبائل، والآلهة، والمفاهيم الدينية، وهي مماثلة لشعارات النبالة وأعمدة الرسم الطوطمي. وفي مقالة نشرت عام 2004، قدم فارمر وسبروت وويتزِل عددًا من الأدلة على أن الرموز السندية ليست لغوية. كانت الأدلة الرئيسية تتركز على: القِصَر الكبير في النقوش السندية، ووجود كمية كبيرة من الرموز الفريدة (حيث تزيد على فترة ال700 عام الخاصة بالحضارة السندية مكتملة المعالم)، بالإضافة إلى قلة التكرار المنتظم للإشارات العشوائية، هذا التكرار موجود في اللغات التقليدية.
و قال آسكو باربولا (Asko Parpola) في مراجعة لأطروحة فارمر وسبروت (Sproat) وويتزيل في 2005:«يمكن دحض هذه الأدلة بسهولة». حيث استشهد بوجود عدد كبير من الرموز الفريدة في اللغة الصينية وأكد أن هناك «دافعًا بسيطًا لتكرار الرموز في نصوص الفقمات القصيرة المكتوبة في بداية اللغات التي تستخدم الحروف للدلالة على تصريف الجملة». وقد سؤل باربولا نفس السؤال في إحدى محاضراته عام 2007، فقام باستعراض الدلائل العشرة في الأطروحة المعارضة وقدمًا دليلًا على نفي كل واحدة منها.
و في ورقة بحثية نشرت عام 2009 لراجيش راو (Rajesh P N Rao) وإيرفاذام ماهاديفان (Iravatham Mahadevan) وآخرين في مجلة ساينس، واجه العلماء الطرح القائل بأن الكتابة السندية نصوص غير لغوية. حيث قامت الورقة باستخدام الإنتروبيا المشروطة على النقوش السندية في إيجاد التوافق الكبير بين الكتابة السندية وأنظمة اللغة التي تستخدم الحروف للدلالة على الصرف كاللغة السومرية والفيدية السنسكريتية وغيرها، ذلك مع إبقاء التركيز على أن الكتابة السندية بنفسها فقط على تدل على أنها نظام لغوي. وجاءت دراسة بعدها قدمت مزيدًا من الأدلة القائمة على الإنتروبيا لسلسلة أطول من الرموز للمقارنة مع الأنظمة اللغوية الأخرى. وعلى أية حال، فقد قال سبروت أن الورقة البحثية عام 2009 تحتوي الكثير من الأشياء غير المفهومة، حيث أن النموذج المستخدم بها لا يمتلك تلك القوة التمييزية الكبيرة، وقد اعتمدوه في المقارنة بين الكتابة السندية والأنظمة اللغوية المعروفة، حيث تم إدخال الكتابة السندية في ذلك النموذج، وأخذ القراءات، ثم إدخال نظام لغوي معروف كرموز آلهة بلاد ما بين النهرين، ثم وجدوا أن القراءات متشابهة مع الكتابة السندية، ولكن رأي سبروت أن النموذج لا يمتلك قوة تمييزية كبيرة بين المدخلات بالتالي فمن الممكن أن لا تكون الأنظمة اللغوية غير متشابهة إلا أن النموذج أعطى نتائجًا متشابهة لكليها. قام راو وزملاؤه بالرد على سبروت في مجلة اللغويات الحسابية (Computational Linguistics) عام 2010. ثم نشر سبروت مقالة في عدد يونيو 2014 في مجلة لانجويج (Language) مزيدًا من الدلائل على أن المنهجية التي اتبعها راو وزملاؤه غير صالحة. وتم نشر رد راو وزملاؤه على مقالة سبروت بالإضافة إلى استجابة سبروت لذلك في عدد ديسمبر 2015 من مجلة لانجويج.

## محاولات فكّ التشفير
قُدِّمَت الكثير من عمليات فك التشفير على مدار السنوات، ولكن لم يتكون هناك إجماع للعلماء على طريقة معينة لفك التشفير. وتعتبر العناصر الآتية من العوائق الكبرى التي تواجه أي محاولة فك تشفير ناجحة:
- لم يتم تحديد اللغة الأساسية التي بنيت عليها الكتابة السندية بالرغم من وجود 300 كلمة مستعارة في السندية من لغة الريجفدا، لكن ذلك لا يمثل إلا نقطة بداية جيدة للبحث.[33][34]
- يصل متوسط طول النقوش السندية إلى أقل من 5 رموز، وأطولها يبلغ طوله 26 رمزًا،[35] ذلك على الرغم من اكتشافات حديثة لألواح نحاسية تعود لفترة الحضارة السندية مكتملة المعالم إحداها تمتلك 34 حرفًا منقوشًا.[36]
- لم يكتشف للآن نقوش ثنائية اللغة (مثل الحجر الرشيد) تضم السندية مع لغة أخرى بحيث نعلم مع اللغة التي كانت مرتبطة بالسندية.

يعتبر هذا الموضوع شعبيًّا بين علماء الآثار الهواة، وكان هناك العديد ممن ادعى أنه استطاع فك الشيفرة الخاصة بالكتابة السندية، ومن تلك المحاولات ما كان مشتركًا بين بعض العلماء.

### فرضية اللغة الدرافيدية
قام الباحث الروسي يوري نوروزوف (Yuri Knorozov) بالاعتماد على التحليلات الحاسوبية بطرح فكرة أن اللغة الدرافيدية هي المرشح الأقوى للغة التي خطت بها الكتابة السندية. وسبقه في ذلك هينري هيراس (Henry Heras) الذي قدم قراءات متعددة للرموز بناء بافتراض أنها مكتوبة باللغة الدرافيدية البدائية.
و كتب الباحث الفنلندي آسكو باربولا (Asko Parpola) أن الكتابة السنية «تنتمي غالبًا لعائلة اللغات الدرافيدية». وقام باربولا بقيادة فريق فنلندي بين فترة الستينات والثمانينيات، كان هذا الفريق يقوم بما قام به فريق نوروزوف السوفييتي، حيث حاولوا استكشاف حقيقة الكتابة باستخدام التحليل الحاسوبي. وقدم الفريقات عدة قراءات للرموز على أساس أنها من اللغة الدرافيدية البدائية. وأيد الكثيرون ما طرحه باربولا ونوروزوف، إحدى تلك القراءات هي الكلمة الدرافيدية «مين (min)» التي تعني «سمكة» كما تعني «نجمة»، وقد أجيزت هذه القراءة عندما لوحظ وجود سمكة ونجمة معًا على على إحدى الرسمات على أحد الحجارة السندية المنقوشة. ويوجد شرح شامل متعلق بعمل باربولا حتى عام 1994 في كتابه فك تشفير الكتابة السندية (Deciphering the Indus Script).
و يقول إيرفاذام ماهاديفان (Iravatham Mahadevan)- أحد المؤرخين المؤيدين للفرضية-: «إننا نأمل أن نجد الجذور اللغوية الدرافيدية البدائية الخاصة باللغة السندية واللغات الدرافيدية جنوب الهند، فهن متشابهات. إن هذه إلا فرضية [...] ولكنني لا أحلم أن أستطيع أن أفك تشفير الكتابة السندية، وأنا لست نادمًا على ذلك». ووفقًا لِماهاديفان، فقد اكتُشِفَت أداة حجرية في قرية مايورام (Mayuram) التاريخية تحمل علامة مشابهة للرموز في الكتابة السندية. وتعود هذه الأداة الحجرية إلى الألف الثاني قبل الميلاد، أي بعد اندثار حضارة وادي السند. ويعتبر ماهاديفان ذلك دليلًا على أن اللغة نفسها استخدمها الناس في العصر الحجري الحديث في جنوب الهند وفترة السند المتأخرة.
في مايو 2007، وجد قسم الآثار في حكومة تاميل نادو مجموعة من الأواني الخاصة بالطعام التي احتوت على علامات رؤوس السهام خلال الحفريات في ميلابيرومبالام (Melaperumpallam) قرب مدينة بهار في الهند. وزعم أن هذه الرموز تملك شبهًا كبيرًا مع الحجارة المنقوشة المكتشفة في عشرينيات القرن الماضي في موهينجو دارو في ما يسمى الآن بباكستان.

### فرضية اللغة السَّنْسَكْرِيتية

رمز عقدة المالانهاية مرسوم في النقوش السندية(اليسار)، و نفس العقدة موجودة في نقش في لغة أخرى يحتمل أنها الدرافيدية البدائية أو السنسكريتية البدائية(اليمين).

زعم عالم الآثار الهندي إس آر راو (S. R. Rao) أنه استطاع فك تشفير الرموز السندية. حيث قارنها بالأبجدية الفينيقية، ووضع قيمًا صوتية لها بناءًا على تلك المقارنة. أنتج فك التشفير الخاص به قراءةً سنسكريتية (الهندية الآرية) للغة، يتضمن ذلك الأرقام: آيكا، ترا، تشاتوس، بانتا، هابتا\سابتا، داسا، دفادسا، ساتا (1, 3, 4, 5, 7, 10, 12, 100). وقد لاحظ أيضًا تشابهات كبيرة في الشكل بين الأحرف السندية الحديثة والحروف الفينيقية، فقال أن الفينيقية تطورت من الكتابة السندية، ولم تتطور من الأبجدية السينائية الأولية كما تقول النظرية الكلاسيكية.
رفض جون ميتشينير (John Mitchiner) بعضًا من هذه المحاولات، حيث ذكر أن هذه «التجارب تركتز الأصوات بشكل كبير ولكنها لا تزال محاولات شخصية وغير مقنعة لاكتشاف الأساس الهندي الأوروبي في الكتابة السندية كما يفعل راو».
و قد شوهد هناك دعم لنظرية الصلة بين الكتابة السندية والكتابة البراهمية، ذلك بسبب التشابهات الشكلية بين البراهمية واللغة السندية المتأخرة. حيث يوجد عدد كبير من الرموز والأرقام المتماثلة بينهما. وقال جريجوري بوسيل (Gregory Possehl) في كتابه:«العصر السندي: نظام الكتابة (1996)» أن الصلة البراهمية-السندية التي قدمها سوباش كاك (Subhash Kak) هي الأكثر منطقية من ناحية أكاديمية.

### فرضيَّات أخرى
لقد كان هناك العديد من الفرضيات فيما يتعلق باللغات ذات العلاقة مع الكتابة السندية. إحدى أشهر تلك الفرضيات هي أن الكتابة السندية تنتمي إلى الهندية الآريَّة. وعلى أية حال، فهناك العديد من المشاكل أمام هذه الفرضية، إحدى المشاكل الرئيسية هي الآتية: بما أن الناس ذوي الثقافة الهندو-أوروبية كانوا دائمي الترحال، فإنه من المؤكد أن الخيول لعبت دورًا في غاية الأهمية في حياتهم كما قال باربولا: «لا يوجد مفرّ من حقيقة أن الأحصنة لعبت دورًا مركزيًا في الثقافة الهندوسية القديمة والثقافة الإيرانية...»(Parpola, 1986). وعلى أية حال، لا يوجد تصور أو رسم للخيول على الحجارة المنقوشة وحتى لا يوجد بقايا للخيول التي وجدت في شبه القارة الهندية قبل عام 2000 قبل الميلاد. بناءًا على ما سبق، يظهر لنا أنه غالبًا لم يوجد متحدثون للغة الآرية في وادي السند قبل عام 2000 قبل الميلاد.
و تقول فرضية غير شائعة أن الكتابة السندية تنتمي إلى عائلة اللغات الموندية. تمتلك عائلة اللغات الموندية عددًا كبيرًا من المتحدثين بها في الهند الشرقية، وهي تنتمي إلى بعض اللغات في جنوب شرق آسيا. وعلى أية حال، فإنه كما الحال في اللغة الهندية الآرية، فإن المصطلحات القديمة الخاصة باللغات الموندية لا تعكس الحضارة السندية. بالتالي فإن احتمال أن تكون هي اللغة السندية ضعيفة جدًا.
و يربط الباحثون نظام كتابة اللغة السندية بنظام الكتابة الفارسي القديم، حيث عاصرت اللغتان بعضهما البعض. وقد اكتسب العلماء معرفتهم باللغة الفارسية القديمة من خلال نُصُب تذكاري ثنائي اللغة اسمه «طاولة الأسد» في متحف اللوفر. واحتوى النصب على نفس النص الموجود في نظام الكتابة الأكادي، ونظام الكتابة الفارسي القديم. وعند مقارنة تلك اللغة مع الكتابة السندية، يظهر وجود عدد من الرموز المتماثلة.
تحتبر لوحة دولافيرا (Dholavira) إحدى أطول الكتابات السندية، مع ظهور رمز واحد أربعة مرات، وتشكل هذه اللوحة بحجمها الكبير وطبيعتها العامة دليلًا واضحًا بين أيدي الباحثين الذين يؤكدون أن الكتابة السندية تمثل لغة ونظام كتابة وقراءة متكامل.
هناك العديد من اللغات التي وجد فيها ارتباط مع اللغة السندية كالأوسترواسياتيكية (Austroasiatic) والصينو-تيبيتية (Sino-Tibetan). وهناك احتمالات إضافية تضم لغات معزولة مجاورة للمنطقة كالبروشسكي، والكوسوندا (Kusunda)، والنيهالي (Nihali)، بالإضافة إلى لغة الحضارية السومرية التي كانت ذات اتصال تجاري مع حضارة وادي السند.

## الترميز
وضعت الرموز السندية تحت المعيار الدولي 15924، وأعطي ترميز: "Inds". وتم ترشيح الكتابة السندية للحصول لتأخذ ترميزًا خاصًا ضمن المستوى التكميلي متعدد اللغات الخاص بالكتابات التاريخية التي استخدمت في حقل معين، ولكن مجمع اليونيكود لا يزال يضعها على قائمة الدراسة. وفي المؤتمر الدولي لموهينجو دارو والحضارة السندية عام 2017، قام المهندسان أمار فاياز بوريرو (Amar Fayaz Buriro) وشابير كومبار (Shabir Kumbhar) بهندسة جميع رموس الكتابة السندية البالغ عددها 1839 وتم تقديمها كخط مطوَّر.